# Timothy Mo
Timothy Peter Mo (毛翔青), född 30 december 1950 i Hongkong, är en brittisk-kinesisk författare. Hans mor är engelsk och hans far kinesisk.
Mo bodde i Hongkong till 1960 då familjen flyttade till London. Han har studerat historia vid St John's College, Oxford. Efter studierna har han jobbat som journalist

### Utgivet på svenska
- Sötsur 1984
- En ökänd besittning 1987
- Ett övermått av mod 1993

## Priser och utmärkelser
- Hawthornden Prize 1982 för Sour Sweet